# Grand Prix der Nordischen Kombination 2022
Der Grand Prix der Nordischen Kombination 2022 war eine vom Weltverband FIS im Sommer ausgetragene Wettkampfserie in der Nordischen Kombination.
Die Serie umfasste sowohl für Männer als auch für Frauen fünf Wettbewerbe in Oberwiesenthal, Oberstdorf und Tschagguns, begann am 27. August 2022 und endete am 4. September 2022. Titelverteidiger von 2021 waren der Finne Ilkka Herola bei den Männern und die Norwegerin Gyda Westvold Hansen bei den Frauen.

## Männer

### Grand-Prix-Übersicht
| Datum      | Austragungsort | Disziplin               | Sieger             | Zweiter            | Dritter             |
| ---------- | -------------- | ----------------------- | ------------------ | ------------------ | ------------------- |
| 28.08.2022 | Oberwiesenthal | Gundersen Normalschanze | Ilkka Herola       | Johannes Rydzek    | Franz-Josef Rehrl   |
| 31.08.2022 | Oberstdorf     | Gundersen Großschanze   | Franz-Josef Rehrl  | Ryōta Yamamoto     | Eero Hirvonen       |
| 03.09.2022 | Tschagguns     | Gundersen Normalschanze | Jens Lurås Oftebro | Ilkka Herola       | Martin Fritz        |
| 04.09.2022 | Tschagguns     | Gundersen Normalschanze | Eero Hirvonen      | Stefan Rettenegger | Laurent Muhlethaler |

### Wertungen
Aufgrund der Regelung, dass der Gesamtsieger an allen Wettbewerben teilgenommen haben muss, gab die FIS sowohl eine allgemeine Gesamtwertung als auch eine finale Grand-Prix-Wertung heraus.
| Rang | Name                | Punkte |
| ---- | ------------------- | ------ |
| 01.  | Ilkka Herola        | 241    |
| 02.  | Franz-Josef Rehrl   | 187    |
| 03.  | Stefan Rettenegger  | 170    |
| 04.  | Martin Fritz        | 164    |
| 05.  | Laurent Muhlethaler | 161    |
| 06.  | Mattéo Baud         | 080    |
| 07.  | Samuel Costa        | 079    |

| Rang | Name               | Punkte |
| ---- | ------------------ | ------ |
| 08.  | Raffaele Buzzi     | 065    |
| 09.  | Antoine Gérard     | 044    |
| 10.  | Jared Shumate      | 042    |
| 11.  | Manuel Einkemmer   | 041    |
| 12.  | Gaël Blondeau      | 037    |
| 13.  | Thomas Rettenegger | 032    |
| 14.  | Philipp Orter      | 030    |

| Rang | Name                 | Punkte |
| ---- | -------------------- | ------ |
| 15.  | Andrzej Szczechowicz | 020    |
| 16.  | Gašper Brecl         | 017    |
| 17.  | Iacopo Bortolas      | 013    |
| 18.  | Wendelin Thannheimer | 013    |
| 19.  | Dmytro Masurtschuk   | 006    |
| 20.  | Otto Niittykoski     | 003    |
| 21.  | Domenico Mariotti    | 002    |

| Rang | Name                | Punkte |
| ---- | ------------------- | ------ |
| 01.  | Ilkka Herola        | 241    |
| 02.  | Eero Hirvonen       | 200    |
| 03.  | Franz-Josef Rehrl   | 187    |
| 04.  | Stefan Rettenegger  | 170    |
| 05.  | Martin Fritz        | 164    |
| 06.  | Laurent Muhlethaler | 161    |
| 07.  | Jens Lurås Oftebro  | 150    |
| 08.  | Ryōta Yamamoto      | 109    |
| 09.  | Johannes Rydzek     | 102    |
| 10.  | Julian Schmid       | 100    |
| 11.  | Mattéo Baud         | 080    |
| 12.  | Samuel Costa        | 079    |
| 13.  | Fabian Rießle       | 078    |
| 14.  | Jørgen Graabak      | 069    |
| 15.  | Kristjan Ilves      | 066    |
| 16.  | Raffaele Buzzi      | 065    |
| 17.  | Eric Frenzel        | 056    |
| 18.  | Terence Weber       | 052    |

| Rang | Name                 | Punkte |
| ---- | -------------------- | ------ |
| 19.  | Espen Bjørnstad      | 051    |
| 20.  | Johannes Lamparter   | 044    |
| 21.  | Antoine Gérard       | 044    |
| 22.  | Einar Lurås Oftebro  | 043    |
| 23.  | Ben Loomis           | 043    |
| 24.  | Jared Shumate        | 042    |
| 25.  | Manuel Einkemmer     | 041    |
| 26.  | Sora Yachi           | 041    |
| 27.  | Gaël Blondeau        | 037    |
| 28.  | Manuel Faißt         | 037    |
| 29.  | David Mach           | 034    |
| 30.  | Thomas Rettenegger   | 032    |
| 31.  | Philipp Orter        | 030    |
| 32.  | Vinzenz Geiger       | 024    |
| 33.  | Andrzej Szczechowicz | 020    |
| 34.  | Fabio Obermeyr       | 018    |
| 35.  | Gašper Brecl         | 017    |
| 36.  | Jan Vytrval          | 014    |

| Rang | Name                 | Punkte |
| ---- | -------------------- | ------ |
| 37.  | Jakob Lange          | 013    |
| 38.  | Iacopo Bortolas      | 013    |
| 39.  | Yūya Yamamoto        | 013    |
| 40.  | Wendelin Thannheimer | 013    |
| 41.  | Arttu Mäkiaho        | 010    |
| 42.  | Andreas Skoglund     | 010    |
| 43.  | Espen Andersen       | 009    |
| 44.  | Marc Rainer          | 008    |
| 45.  | Perttu Reponen       | 007    |
| 46.  | Grant Andrews        | 007    |
| 47.  | Dmytro Masurtschuk   | 006    |
| 48.  | Kasper Moen Flatla   | 005    |
| 49.  | Kodai Kimura         | 005    |
| 50.  | Waltteri Karhumaa    | 004    |
| 51.  | Otto Niittykoski     | 003    |
| 52.  | Domenico Mariotti    | 002    |
| 53.  | Simen Tiller         | 002    |
| 54.  | Tomáš Portyk         | 001    |

| Rang | Name               | Punkte |
| ---- | ------------------ | ------ |
| 01.  | Österreich         | 693    |
| 02.  | Deutschland        | 591    |
| 03.  | Finnland           | 583    |
| 04.  | Italien            | 334    |
| 05.  | Frankreich         | 313    |
| 06.  | Norwegen           | 283    |
| 07.  | Vereinigte Staaten | 167    |
| 08.  | Japan              | 163    |
| 09.  | Slowenien          | 117    |
| 10.  | Estland            | 066    |

| Rang | Name                | Punkte |
| ---- | ------------------- | ------ |
| 01.  | Franz-Josef Rehrl   | 231    |
| 02.  | Martin Fritz        | 222    |
| 03.  | Ryōta Yamamoto      | 200    |
| 04.  | Laurent Muhlethaler | 198    |
| 05.  | Ilkka Herola        | 168    |
| 06.  | Stefan Rettenegger  | 149    |
| 07.  | Jens Lurås Oftebro  | 116    |
| 08.  | Eero Hirvonen       | 094    |
| 09.  | Gaël Blondeau       | 091    |
| 10.  | Julian Schmid       | 086    |

| Rang | Name               | Punkte |
| ---- | ------------------ | ------ |
| 01.  | Samuel Costa       | 222    |
| 02.  | Raffaele Buzzi     | 161    |
| 03.  | Eero Hirvonen      | 156    |
| 04.  | Ben Loomis         | 146    |
| 05.  | Philipp Orter      | 131    |
| 06.  | Johannes Rydzek    | 129    |
| 07.  | Fabian Rießle      | 128    |
| 08.  | Ilkka Herola       | 124    |
| 09.  | Stefan Rettenegger | 119    |
| 10.  | Arttu Mäkiaho      | 108    |

## Frauen

### Grand-Prix-Übersicht
| Datum      | Austragungsort | Disziplin               | Sieger               | Zweiter        | Dritter             |
| ---------- | -------------- | ----------------------- | -------------------- | -------------- | ------------------- |
| 28.08.2022 | Oberwiesenthal | Gundersen Normalschanze | Ema Volavšek         | Minja Korhonen | Nathalie Armbruster |
| 31.08.2022 | Oberstdorf     | Gundersen Normalschanze | Gyda Westvold Hansen | Ema Volavšek   | Nathalie Armbruster |
| 03.09.2022 | Tschagguns     | Gundersen Normalschanze | Nathalie Armbruster  | Jenny Nowak    | Lisa Hirner         |
| 04.09.2022 | Tschagguns     | Gundersen Normalschanze | Gyda Westvold Hansen | Minja Korhonen | Ema Volavšek        |

### Wertungen
Aufgrund der Regelung, dass der Gesamtsieger an allen Wettbewerben teilgenommen haben muss, gab die FIS sowohl eine allgemeine Gesamtwertung als auch eine finale Grand-Prix-Wertung heraus.
| Rang | Name                | Punkte |
| ---- | ------------------- | ------ |
| 01.  | Ema Volavšek        | 285    |
| 02.  | Nathalie Armbruster | 260    |
| 03.  | Minja Korhonen      | 250    |
| 04.  | Jenny Nowak         | 220    |
| 05.  | Lisa Hirner         | 174    |

| Rang | Name              | Punkte |
| ---- | ----------------- | ------ |
| 06.  | Annika Sieff      | 144    |
| 07.  | Maria Gerboth     | 129    |
| 08.  | Silva Verbič      | 116    |
| 09.  | Daniela Dejori    | 109    |
| 10.  | Annika Malacinski | 090    |

| Rang | Name               | Punkte |
| ---- | ------------------ | ------ |
| 11.  | Veronica Gianmoena | 088    |
| 12.  | Cindy Haasch       | 074    |
| 13.  | Sophia Maurus      | 066    |
| 14.  | Tess Arnone        | 047    |

| Rang | Name                 | Punkte |
| ---- | -------------------- | ------ |
| 01.  | Ema Volavšek         | 285    |
| 02.  | Nathalie Armbruster  | 260    |
| 03.  | Minja Korhonen       | 250    |
| 04.  | Jenny Nowak          | 220    |
| 05.  | Gyda Westvold Hansen | 200    |
| 06.  | Lisa Hirner          | 174    |
| 07.  | Annika Sieff         | 144    |
| 08.  | Maria Gerboth        | 129    |
| 09.  | Silva Verbič         | 116    |

| Rang | Name               | Punkte |
| ---- | ------------------ | ------ |
| 10.  | Daniela Dejori     | 109    |
| 11.  | Annika Malacinski  | 090    |
| 12.  | Veronica Gianmoena | 088    |
| 13.  | Cindy Haasch       | 074    |
| 14.  | Ida Marie Hagen    | 066    |
| 15.  | Sophia Maurus      | 066    |
| 16.  | Léna Brocard       | 062    |
| 17.  | Eva Hubinger       | 047    |
| 18.  | Tess Arnone        | 047    |

| Rang | Name                | Punkte |
| ---- | ------------------- | ------ |
| 19.  | Thea Øihaugen       | 041    |
| 20.  | Annalena Slamik     | 036    |
| 21.  | Anne Häckel         | 030    |
| 22.  | Alexa Brabec        | 029    |
| 23.  | Magdalena Burger    | 029    |
| 24.  | Jolana Hradilová    | 023    |
|      | Marit Weichselbraun | 023    |
| 26.  | Tereza Koldovská    | 013    |

| Rang | Name               | Punkte |
| ---- | ------------------ | ------ |
| 01.  | Deutschland        | 809    |
| 02.  | Italien            | 516    |
| 03.  | Slowenien          | 501    |
| 04.  | Österreich         | 430    |
| 05.  | Finnland           | 375    |
| 06.  | Norwegen           | 307    |
| 07.  | Vereinigte Staaten | 241    |
| 08.  | Tschechien         | 086    |
| 09.  | Frankreich         | 062    |

| Rang | Name                 | Punkte |
| ---- | -------------------- | ------ |
| 01.  | Nathalie Armbruster  | 272    |
| 02.  | Minja Korhonen       | 259    |
| 03.  | Jenny Nowak          | 246    |
| 04.  | Gyda Westvold Hansen | 200    |
| 05.  | Silva Verbič         | 177    |
| 06.  | Ema Volavšek         | 171    |
| 07.  | Maria Gerboth        | 148    |
| 08.  | Annika Sieff         | 139    |
| 09.  | Lisa Hirner          | 129    |
| 10.  | Daniela Dejori       | 103    |

| Rang | Name                 | Punkte |
| ---- | -------------------- | ------ |
| 01.  | Ema Volavšek         | 380    |
| 02.  | Annika Malacinski    | 212    |
| 03.  | Nathalie Armbruster  | 205    |
| 04.  | Lisa Hirner          | 185    |
| 05.  | Minja Korhonen       | 171    |
| 06.  | Daniela Dejori       | 156    |
| 07.  | Jenny Nowak          | 153    |
| 08.  | Gyda Westvold Hansen | 136    |
| 09.  | Cindy Haasch         | 107    |
| 10.  | Annika Sieff         | 106    |

## Mixed

### Grand-Prix-Übersicht
| Datum      | Austragungsort | Disziplin                | Sieger                                                                   | Zweiter                                                           | Dritter                                                          |
| ---------- | -------------- | ------------------------ | ------------------------------------------------------------------------ | ----------------------------------------------------------------- | ---------------------------------------------------------------- |
| 27.08.2022 | Oberwiesenthal | Mixed-Team Normalschanze | DeutschlandJulian Schmid Jenny Nowak Nathalie Armbruster Johannes Rydzek | ItalienSamuel Costa Annika Sieff Daniela Dejori Domenico Mariotti | ÖsterreichPhilipp Orter Lisa Hirner Annalena Slamik Martin Fritz |